# Pilot (50 Cent)
Pilot è un singolo del rapper statunitense 50 Cent, pubblicato nel 2014 ed estratto dall'album Animal Ambition.

## Tracce
- Download digitale

1. Pilot - 3:20